# Jacques Meynard
Pour les articles homonymes, voir Meynard.
Pas d'image ? Cliquez ici

a Compétitions nationales et continentales officielles uniquement.

b Matchs officiels uniquement.
Jacques "Jacky" Meynard, est né le 28 septembre 1935 à Cognac. C’est un joueur français de rugby à XV, qui a joué avec l'équipe de France et l'US Cognac au poste de trois-quarts centre.

## Biographie
Jacques Meynard joue toute sa carrière avec l'US Cognac. Il est finaliste du Championnat de France en 1954.
Il dispute son premier test match le 29 août 1954 contre l'équipe d'Argentine et le dernier contre l'équipe de Tchécoslovaquie, le 16 décembre 1956.

## Palmarès

### En club
- Finaliste du Championnat de France en 1954 avec l'US Cognac.
- Vainqueur du Challenge Yves du Manoir en 1965 avec l'US Cognac.

### En équipe nationale
- 2 Sélections en équipe nationale : 1 en 1954 et 1 en 1956 (+1 non officielle)
- 2 pénalités, 2 transformations (10 points)